# マリカナ鉱山における労使対立
マリカナ鉱山における労使対立（マリカナこうざんにおけるろうしたいりつ）は、南アフリカ共和国の北西州ルステンブルグ郊外マリカナ地区 (en) のマリカナ鉱山において2012年に生じたストライキ、暴動、暴力事件。
マリカナ鉱山は、イギリスの鉱物資源メジャーであるロンミン (Lonmin plc) が運営するプラチナ鉱山である。ロンミンの主要株主はグレンコアである。2008年10月1日、グレンコア前身のXtrata が24.9％を支配した。グレンコアは支配率をそのまま継承したが、2015年2月11日に1％だけ売却する意向を示した。年末にロンミンは延命のため4.07億ドルのライツイシューを発行したが、すぐJPモルガン・HSBC・スタンダード・チャータード銀行の3行が引受けた。
カナダロイヤル銀行によると、2011年5月から既に状況は深刻であり、もしかすると鉱山をロンミンが失うほどであった。
2012年8月10日、労働者の一部が3倍もの賃上げ要求を目的としたストライキを実施したところ、労使交渉に加え、複数の労働組合の対立が激化し暴力沙汰となった。同月15日までに警官を含め10名の死者を出している。労働者側はストライキを拡大、約3,000名が山刀や棍棒などで武装して警官隊と衝突。警官側の発砲に労働者側も応戦し、34人が死亡、78人が負傷する事件となった。この際、当局側は、アパルトヘイト時代に黒人暴動を押さえ込む際に使用した法令を当てはめ、労働者270人を即日逮捕したことから物議を醸した。同月22日には、ジェイコブ・ズマ大統領が現地入りし、事態の収束にあたったが、沈静化したのは逮捕者の起訴が取り下げられた9月以降となった。

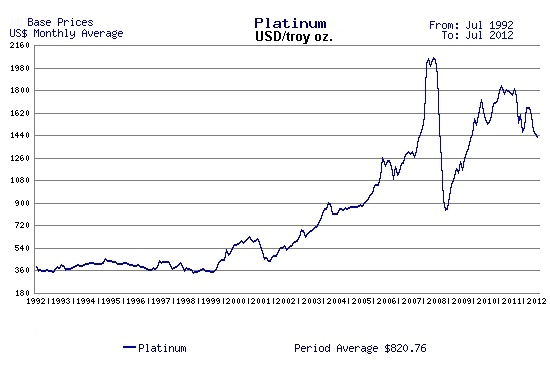
1トロイオンスあたりの白金の平均価格推移(USドル、1992〜2012年)。他の鉱山にもストライキが波及し、価格が乱高下した。